# Der Amok-Komplex oder die Schule des Tötens
Der Amok-Komplex oder die Schule des Tötens ist ein 2012 im Klett-Cotta Verlag veröffentlichtes Sachbuch von Ines Geipel. Es ist eine zusammenfassende Recherche von fünf Gewalttaten mit bisher unveröffentlichtem Material. Die Autorin beschreibt detailliert die jeweiligen Taten und beleuchtet vor allem, wie der Täter sein Vorhaben plante, welchen Weg er nahm, wie Polizei und Einsatzkräfte reagierten, wie mit Opfern und Angehörigen umgegangen wird und was Einsatzkräfte, Politik und die Gesellschaft aus diesen Situationen und auch die Täter gelernt haben. Speziell den letztgenannten Punkt betont das Buch mit dem Untertitel „Die Schule des Tötens“.
Geipel stellte das Buch auf Autorenlesungen quer durch die Bundesrepublik vor, u. a. in Weimar, in Wilster und in Vaihingen.

## Entstehung
Ines Geipel beschäftigte sich bereits im 2004 veröffentlichten Buch „Für heute reicht's“: Amok in Erfurt mit dem Amoklauf von April 2002. Sie studierte dafür Vernehmungsakten, Protokolle des Polizeifunks und den vorläufigen Abschlussbericht des Thüringer Innenministeriums. In der Berliner Zeitung wurde kritisiert, dass man nicht wisse, „wo der Tatsachenbericht endet und die Fiktion beginnt“ und das Buch auch durch ein „unhistorisches Herangehen“ gekennzeichnet sei.
In ihrem 2012 veröffentlichten Werk greift Geipel noch einmal den Amoklauf von Erfurt sowie die beiden von Emsdetten und Winnenden auf. Die Taten der drei Täter bilden dabei den Mittelpunkt des Buchs. Speziell für diese Fälle besuchte sie die jeweiligen Orte des Geschehens, sprach mit Menschen, die die Amokläufe er- und überlebten, und nahm Einblick in Ermittlungsakten.

## Inhalt
Die fünf Hauptkapitel beschäftigen sich in chronologischer Reihenfolge mit dem Massaker von Port Arthur (April 1996), den Amokläufen von Erfurt (April 2002), Emsdetten (November 2006) und Winnenden (März 2009) sowie den Anschlägen in
Utøya (Juli 2011). Dem Buch vorangestellt sind ein Vorwort und ein Prolog, nach dem vierten Hauptkapitel ist ein Epilog zwischengeschaltet. Am Ende folgen Quellenhinweise, eine Danksagung und eine Literaturauswahl.

### Port Arthur, 28. April 1996
Das Massaker von Port Arthur in Tasmanien bildet die Basis der von Ines Geipel untersuchten Amokläufe. Hier skizziert sie, wie vorhergehende Amokläufe – speziell der Amoklauf von Dunblane vom 13. März 1996 – dem Täter als Blaupause dienen.

### Erfurt, 26. April 2002
Wie zuvor ist „Lernen“ das zentrale Motiv. Als „Vorbild“ dient allerdings der Amoklauf an der Columbine High School vom 20. April 1999. Geipel arbeitet die Überforderung aller Beteiligten – darunter Familie, Schule und Polizei – heraus. Sie seziert die Tat, geht auf den Ablauf ein und zitiert Gespräche aus dem Erfurter Polizeifunk. Als eine Erkenntnis aus der damals abwartenden Haltung hat sich laut Geipel ergeben, dass die Polizei sofort in ein betroffenes Gebäude gehe, es sprichwörtlich „flute“.

### Emsdetten, 20. November 2006
In dem Abschnitt zum Amoklauf in Emsdetten richtet die Autorin ihren Blick verstärkt auf Computerspiele und das Internet, wo der spätere Täter sein Vorhaben im Vorfeld ankündigte. Zudem behandelt sie das soziale Umfeld und Mobbing in der Schule.

### Winnenden, 11. März 2009
Wie im vorherigen Kapitel widmet sich Geipel der Familie und dem sozialen Umfeld des Täters in Winnenden, wobei sie insbesondere auf den Kontrast „Versager“ versus „Gewinner“ abhebt. Sie gibt Auszüge aus den Zeugenvernehmungen wieder und geht auf die Waffendiskussion ein, die sich im Nachgang entsponnen hat. Zu den Resultaten gehört ein Aktionsbündnis, das sich um Gewaltprävention an Schulen bemüht und versucht, zukünftige Amokläufe zu verhindern.

### Insel Utøya, 22. Juli 2011
Im fünften inhaltlichen Kapitel, dem ein Epilog vorgeschaltet ist, geht Geipel auf eine veränderte Umwelt ein. Das umfasst u. a. die Unzufriedenheit mit der Öffnung Norwegens und den Anteil der ausländischen Bevölkerung. Abweichend von den zuvor dargestellten Fällen scheint der Täter ein politisches Motiv zu haben, zudem überlebt er seine Tat.

## Rezeption
In seiner Besprechung setzt sich FAZ-Redakteur Michael Hanfeld differenziert mit dem Werk auseinander und weist zwischenzeitlich darauf hin, dass die Autorin „ihre Leser mit einem Fakten-Stakkato“ manchmal überfordere und „manche ihrer Verknüpfungen gewagt“ erschienen und „mit Verschwörungstheorie überfrachtet“ seien. Sein Gesamtfazit ist indes positiv:

„Dieses Buch ist mit einer Atemlosigkeit geschrieben, die einem jede Unterbrechung der Lektüre verbietet. […] Dies ist kein Sachbuch, es ist ein Fanal.“

Für Deutschlandfunk Kultur urteilt Pieke Biermann:

„[Ines Geipel] schreibt so emphatisch wie empathisch, verschränkt eigene Recherchen mit psychoanalytischer Kenntnis und neuer Forschung aus Neuropsychologie, Kriminologie, Evolutionsbiologie. Das ist spannend zu lesen.“

In einer ausführlichen Rezension für die SZ schließt Verena Mayer ihren Text mit dem aus ihrer Sicht „einzige(n) Schwachpunkt des Buches“:

„dass Ines Geipel nicht mit ihrem Furor hintanhalten kann. Statt der Aussagekraft ihrer Quellen zu vertrauen, macht sie ein riesiges Fass auf, wenn es um die Ursachen geht. Geipel schwadroniert über ‚Angstkultur‘ und ein ‚Topsystem der Destruktion‘, über den Nationalsozialismus, die DDR und die Folgen, die der Erste Weltkrieg in der deutschen Psyche hinterließ.“

Darüber hinaus ist das Buch auch von verschiedenen anderen Medien besprochen worden, etwa der Saarbrücker Zeitung („Sie recherchiert exzellent […] Und hat einen Sprachsound entwickelt, der die Grenzen zwischen Journalismus und Fiktion durchbricht, um der Wahrheit nahezukommen“) und Tagesspiegel („Ines Geipels Buch ist Bestandsaufnahme und Ursachenforschung zugleich“).

## Ausgaben
- Ines Geipel: Der Amok-Komplex oder die Schule des Tötens. Klett-Cotta, Stuttgart 2012, ISBN 978-3-608-94627-7.